# لودد (مجله)
لودد (به انگلیسی: Loaded) یک مجله مخصوص مردان است که در انگلستان واقع شده‌است. اولین نسخه این مجله در سال ۱۹۹۴ منتشر شد. این مجله در اواخر دهه ۱۹۹۰ در هر ماه ۴۵۰٬۰۰۰ نسخه فروش داشت که هم‌اکنون در سال ۲۰۱۳ به سی‌هزار نسخه کاهش پیدا کرده‌است.